# جورج دبليو. كرين
جورج دبليو. كرين (بالإنجليزية: George Washington Crane III)‏ هو عالم نفس وصحفي أمريكي، ولد في 28 أبريل 1901 في شيكاغو في الولايات المتحدة، وتوفي في 17 يوليو 1995 في هيلسبورو في الولايات المتحدة.